# Georges Courtial
Pour les articles homonymes, voir Courtial.
Georges Courtial est un homme politique français né le 18 mars 1866 à Ambert (Puy-de-Dôme) et décédé le 3 juillet 1932 à Ambert.

## Biographie
Avoué à Ambert, il est président du Conseil des directeurs de la Caisse d'épargne et de la Société de secours mutuels des ouvriers d'Ambert. 
Conseiller municipal d'Ambert en 1896 et maire en 1908, conseiller général du canton d'Ambert de 1904 à 1932, il est député du Puy-de-Dôme de 1919 à 1924, inscrit au groupe des Républicains de gauche. 

## Sources
- « Georges Courtial », dans le Dictionnaire des parlementaires français (1889-1940), sous la direction de Jean Jolly, PUF, 1960 [détail de l’édition]